# Vör
Vör es una de las Ásynjur de acuerdo a la Edda prosaica.
| Tíunda Vör, hon er ok vitr ok spurul svá at engi hlut má hana leyna. Þat er orðtak at kona verði vör þess er hon verðr vís. | "La décima es Vör: ella es sabia y de espíritu inquisidor, así que nadie puede ocultar nada de ella; es un dicho, que una mujer es consciente de aquello de lo que está informada." |  |

Aparte de esta concisa cita, la diosa es esencialmente desconocida. 